# Завжди готові
Завжди готові (італ. Nati con la camicia) — італійський комедійний бойовик режисера Енцо Барбоні (відомим під псевдонімом Е.Б. Клучер) з комедійною командою Теренса Гілла та Бада Спенсера у головній ролі. Фільм був знятий у Маямі, штат Флорида.

## Сюжет
Хитрун та спритник Роско Фрейзер (Теренс Гілл) та колишній арештант Даг О'Ріордан (Бад Спенсер), якого посадили на два тижні за те, що він потопив яхту, яка заважала йому ловити рибу, зустрічаються у придорожньому барі під час бійки, яку влаштував Роско, використовуючи свої навички вентрології. Вони сідають у вантажівку, вважаючи один одного її власником. Незабаром їх зупиняє дорожня патрульна служба за перевищення допустимої швидкості, і, оскільки вони не можуть надати документи, їх приймають за грабіжників вантажівок. Проте, знову завдяки вентрологічним навичкам Роско, друзям вдається обеззброїти поліцію та закрити їх у вантажівці.
Бажаючи залягти на дно в іншому штаті, Роско та Даг їдуть в аеропорт, де намагаються сісти на найближчий рейс. Але оскільки рейс до Маямі вже повністю заброньований, вони видають себе за двох пасажирів Штайнберга та Мейсона, які забули забрати свої квитки, не знаючи, що Штайнберг та Мейсон — секретні агенти ЦРУ на завданні. У результаті їх перехоплює представник розвідки і вручає валізу з мільйоном доларів, заздалегідь прикувавши Дага до кейсу. Після прибуття до Маямі їх доставляють до штаб-квартири ЦРУ, щоб познайомитися з «Тайгером» та імплантувати жучки і міні-ядерні бомби у їхні зуби для уникнення дезертирства та витоку секретної інформації у випадку захоплення агентів у полон. Головна місія Роско та Дага — відшукати таємну організацію, яка ховається в Маямі-Біч. Задля спрощення місії агенти отримали швидкий та куленепробивний автомобіль, телефон у черевику та інше секретне шпигунське обладнання.
Після прибуття до готелю на Маямі-Біч їх відразу викривають представники таємної організації. Вони надсилають агентів з метою нейтралізації Роско та Дага, але кмітливі агенти уникають пасток та починають власну гру проти своїх ворогів. З часом вони дізнаються про боса організації К1, мегаломаніака-злочинця, який хоче стерти з людської пам'яті всі цифри та числа за допомогою своєї «К-бомби», зануривши світ у хаос. Роско та Даг зупиняють злочинний план К1, заплутавши його з цифрами відліку до пуску ракет, та садять за грати. За виконане завдання герої не отримують жаданий кейс з мільйоном доларів, тому що надто завзятий «Тайгер» вже повернув гроші уряду; все, що вони отримують — це візит на персональний острів президента.

## В ролях
| Актор           | Роль                  |
| --------------- | --------------------- |
| Теренс Гілл     | Роско Фрейзер         |
| Бад Спенсер     | Даг О'Ріордан         |
| Баффі Ді        | К1                    |
| Девід Хаддлстон | Тайгер                |
| Рікардо Піцуті  | Містер Спайдер        |
| Фейт Мінтон     | Вампір / Ла Фатальона |
| Ден Рембо       | Джеремі Скотт         |
| Сьюзан Тісдейл  | барменка              |
| Ден Фіцджеральд | Леонард               |
| Вуді Вудбері    | агент на літаку       |

## Цікаві факти
1. В офісі Тигра на стіні висить електронна карта світу, яка сповіщає про вбивство агента ЦРУ. Смерть першого агента у Гавані, яку коментує тигр — алюзія на роман англійського письменника Ґрема Ґріна «Наша людина в Гавані»[2].